# The Heinrich Maneuver
The Heinrich Maneuver è un singolo del gruppo musicale statunitense Interpol, pubblicato nel 2007 ed estratto dal loro terzo album in studio Our Love to Admire.

## Tracce
- 7"

1. The Heinrich Maneuver (Radio Edit) – 3:28
2. Concert Introduction – 2:22